# 男生女生闯天涯
《男生女生闯天涯》是安徽卫视、海南衛視和海南新闻频道推出的健身電視節目，由余声、王乐乐、白羽等主持，節目圍繞水上冲关赛道，每期冲关成功的选手会获得大奖。節目第一季於2015年2月1日在安徽卫视首播，第二季於2015年2月1日在安徽卫视首播，第三季于2017年1月5日首播，第四季于2018年3月21日首播，第五季于2019年1月28日首播。

## 主持及比賽結果

### 過往主持
Note: 上述日期只計算正式任期，並非以嘉賓身分登場之日期�